# گیج بلوم
گیج بلوم (انگلیسی: Gijs Blom؛ زادهٔ ۲ ژانویهٔ ۱۹۹۷) بازیگر اهل پادشاهی هلند است. وی از سال ۲۰۰۷ میلادی تاکنون مشغول فعالیت بوده‌است.